# Fayette, Ohio
Fayette är en ort (village) i Fulton County i Ohio. Vid 2010 års folkräkning hade Fayette 1 283 invånare.